# Вишебаба Павло Олександрович
Павло́ Олекса́ндрович Вишеба́ба (нар. 28 березня 1986 року, м. Краматорськ, Донецька область, УРСР) — письменник, військовий, музикант. Відомий також завдяки зоозахисній діяльності. Співзасновник та голова ГО «Єдина планета», співзасновник антихутряної кампанії «ХутроOFF».

## Життєпис
Павло Вишебаба народився в Краматорську. Розпочинав навчання на інженерній спеціальності Донбаської машинобудівної академії, однак після третього курсу забрав документи та вступив на журналістику до Маріупольського державного університету. Під час навчання протягом трьох років працював у газеті «Приазовский рабочий».
2012 року, після закінчення з відзнакою університету, переїхав до Києва. Брав активну участь у Революції гідності, зокрема у роботі прес-центру Штабу національного спротиву. Після повалення режиму Януковича протягом двох років працював у прес-службі Кабінету міністрів України, займаючись міжнародною комунікацією та зв'язками між міністерствами, а згодом комунікаціями Верховної Ради України.
У 2014 році відмовився від використання російської мови, перейшовши на спілкування українською, аргументуючи цей вчинок окупацією Краматорська «найманцями РФ та колабораціоністами».
У 2013 році став вегетаріанцем, у 2015 році — веганом.
13 квітня 2016 року відкрив перше в Україні веганське кафе «One Planet». У серпні того ж року вирішив заснувати музичний оркестр, що виконував би авторську музику на вірші Павла Вишебаби.
Упродовж літа 2017 року «One Planet Orchestra» зібрали на краудфандинговій платформі «Спільнокошт» більше 45 тисяч гривень, ставши першим українським гуртом, якому вдалося отримати повне народне фінансування на запис альбому. Гурт випустив два альбоми та сингл.
У грудні 2016 року став співзасновником громадської організації «Єдина планета», цілями діяльності якої є припинення експлуатації тварин, заборона хутрових ферм, протидія зміні клімату та вимиранню видів.
2017 року Павла Вишебабу було обрано посланцем з питань толерантності ПРООН в Україні.
У 2018 році очолив антихутряну кампанію «ХутроOFF» як її координатор. У вересні 2018 року створена Вишебабою петиція до Верховної ради щодо заборони виробництва хутра в Україні набрала 27 тисяч підписів, що на той момент стало історичним максимумом громадської підтримки.
26 листопада 2018 року опоненти облили Павла Вишебабу зеленкою під час того, як він проводив мітинг проти зняття заборони полювання на лосів, що внесені до Червоної книги України. У лікарні Вишебабі діагностували хімічний опік ока і того ж дня було відкрито кримінальне провадження, однак станом на 2024 рік поліція так і не притягнула нападника до відповідальності.
Павло Вишебаба ініціював створення та брав активну участь у розробці законопроєкту про заборону хутрового виробництва в Україні № 10019, що зареєстрований у Верховній Раді 7 лютого 2019 року. Законопроєкт не був проголосований, оскільки невдовзі Верховна Рада VIII скликання була розпущена. У Верховній Раді ІX скликання відповідний законопроєкт зареєстрований 31 жовтня 2019 року під номером 2360. Станом на 2024 рік він 21 раз потрапляв до Порядку денного засідань ВР, але жодного разу не був винесений на голосування, що в ГО «Єдина Планета» пояснювали тиском лоббі хутрового виробництва у ВР.
На початку 2019 року Павло Вишебаба очолив боротьбу проти будівництва нідерландським промисловцем норкової ферми у селі Підгірне, що на Волині. Брав активну участь у боротьбі громади проти відкриття трьох великих норкових ферм у Бродівському районі Львівської області. Врешті місцева громада домоглась рішення Бродівської районної ради, яким забороняється відкриття норкових ферм на території району. Проєкт з будівництва був зупинений. 
Був кандидатом до київської міської ради 2020 року від партії Екологічна альтернатива, але партія не подолала виборчий бар'єр. 

Як координатор Кампанії ХутроOFF був співорганізатором понад 40 антихутряних акцій у Києві, зокрема під стінами Верховної Ради, Кабінету міністрів, Офісу президента, Міністерства екології. Проводив постійні зустрічі з місцевими громадами, які потерпають від діяльності норкових ферм на Житомирщині, Київщині, Львівщині, на Волині.
10 березня 2021 року вийшов документальний фільм «Норкотрафік: правда про хутрові ферми в Україні», в якому Павло Вишебаба виступив співрежисером. Документальний фільм транслювався на телеканалі Апостроф TV та опублікований на Ютуб-каналі журналіста і блогера Дениса Казанського, який озвучив у фільмі закадровий текст.
Після початку повномасштабного вторгнення вступив у лави 68-мої окремої єгерської бригади. З 2022 року командир відділення польового вузлу зв'язку.
У 2022 видав збірку віршів ««Тільки не пиши мені про війну»», яка за рік двічі перевидавалася. Перший тираж збірки у 15 тисяч екземплярів був розпроданий за 15 днів у грудні 2022 року. Друге доповнене видання збірки вийшло друком у лютому 2023 року. Упродовж 14 тижнів книга Павла Вишебаби входила до ТОП-20 найпопулярніших у найбільшій мережі книгарень України "Книгарня «Є», серед яких 4 тижні посідала перше місце.
Твори Павла Вишебаби опубліковані у збірках «Про що він мовчить», «Війна 2022. Щоденники, есеї, поезія», «Незламній / For Invincible», «Поміж сирен. Нові вірші війни», «Соняховий Лев / The Sunflower Lion», «Книга Love 3.0 Любов, що перемагає» та інших.
У 2023 році в Польщі вийшла двомовна збірка віршів Павла Вишебаби «Моє покоління / Moje pokolenie».
Записав спільні треки у жанрі spoken word з виконавцями Kola, Nichka, DOVI, Burla.
Увійшов у топ-5 найпопулярніших військових за версією Forbes Ukraine.
Його авторський канал отримав срібну кнопку YouTube, маючи понад 100 тисяч підписників.
У 2023 році за дорученням командування відвідав 15 міст України з благодійним поетичним туром. 100 % прибутку, а саме 4 300 000 грн Вишебаба віддав на потреби своєї 68-ї бригади. У концертах взяли участь літератори Любко Дереш, Дар'я Лісіч, артисти Катерина Поліщук (Пташка з Азовсталі), Василь Байдак, Мойсей Бондаренко, гурт «CRY Неба» та інші.
У 2024 році стало відомо, що вірш «Доньці» та оповідання «Марсіани» Павла Вишебаби увійшли до Навчальної програми з української літератури для закладів загальної та середньої освіти (наказ МОН України № 1466 від 1.12.2023).

## Відзнаки
- Лауреат Всеукраїнської літературної премії імені Василя Симоненка 2024 року в номінації «За кращу першу поетичну збірку» за збірку «Тільки не пиши мені про війну»[29].

## Цікаві факти
- Своїми моральними орієнтирами Павло Вишебаба у інтерв'ю називає Магатму Ґанді та Нельсона Манделу, а серед українських діячів відзначає Григорія Сковороду та Тараса Шевченка.
- У дитинстві Вишебабу, за його словами, не прийняли до краматорської музичної школи, зазначивши, що він позбавлений будь-яких музичних здібностей.

## Особисте життя
Був одружений,18.04.2023 року на особистій сторінці в Instagram повідомив про розлучення. Має доньку.